# Ofelió (escultor)
Ofelió (en llatí Ophelion, en grec antic  ̓Ωφελίων, fill d'Aristònides, fou un escultor grec d'època desconeguda.
Només és conegut perquè va fer una estàtua de Sext Pompeu que actualment es troba al Museu del Louvre, signada amb el seu nom.